# Иверонова, Валентина Ивановна
Валентина Ивановна Иверонова (17 сентября 1908, Москва — 27 июля 1983, Москва) — советский учёный в области физики.

## Биография
Окончила физико-математический факультет МГУ (1929). Сразу же после окончания университета начала преподавательскую работу на кафедре рентгеноструктурного анализа. Одновременно вела рентгеноструктурные исследования материалов в Институте прикладной минералогии, Институте цветных металлов, Институте железнодорожного транспорта. Ею впервые в мире были выполнены исследования по усталости стали — материала железнодорожных рельс.
В 1936 году защитила диссертацию на соискание учёной степени кандидат физико-математических наук (тема диссертации «Рентгенографические исследования явлений рекристаллизации некоторых металлов и их сплавов»). В 1946 году присуждена степень доктор физико-математических наук за диссертацию «Отдых и рекристаллизация твёрдых растворов металлов» (первая докторская диссертация по физике, защищённая женщиной). В 1948 году присвоено звание профессора.
С 1953 по 1969 год возглавляла кафедру общей физики для физического факультета, затем до конца жизни — профессор кафедры.
Награждена орденами Ленина (1961), «Знак Почёта» (1951). Лауреат премии АН СССР имени Е. С. Фёдорова (1979, с А. А. Кацнельсоном)

## Научные интересы
Рентгеноструктурный анализ, физика твёрдого тела, теория рассеяния рентгеновских лучей, физика металлов и сплавов.

## Педагогическая деятельность
Читала курсы «Механика», «Молекулярная физика», «Электричество», «Теория рассеяния рентгеновских лучей», «Динамика кристаллической решётки», «Динамическая теория рассеяния». Вела семинары и практикумы по общей физике.
Подготовила более 30 кандидатов наук, 5 её учеников стали докторами наук.

## Семья
Родилась в семье Ивана Александровича Иверонова — профессора астрономии и геодезии, ректора Петровской (Тимирязевской) сельскохозяйственной академии.
Муж Герман Степанович Жданов — физик, основоположник советской школы радиационной кристаллографии, лауреат премии имени А. Н. Баха, премии имени Д. И. Менделеева, премии имени Е. С. Фёдорова